# Le Devin
Le Devin est le dix-neuvième album de la bande dessinée Astérix, publié en 1972, scénarisé par René Goscinny et dessiné par Albert Uderzo.
Il a été pré-publié dans le journal Pilote du no 652 (4 mai 1972) au no 673 (28 septembre 1972).

## Résumé
Terrorisés par un violent orage, les habitants du village gaulois se sont réunis dans la hutte de leur chef Abraracourcix, en l'absence de Panoramix, parti à la réunion annuelle des druides dans la forêt des Carnutes. Arrive alors un ermite gaulois nommé Prolix, vêtu d'une peau de loup, qui provoque la panique générale. Prolix, qui en réalité n'est qu'un charlatan, se déclare devin et, profitant de la crédulité de ses hôtes et de l'absence de leur druide, prend rapidement un ascendant considérable sur les villageois — à l'exception d'Astérix qui reste sceptique, et d'Obélix qui ne sait pas dans quel camp se ranger. Après l'orage, Prolix s'installe dans la forêt, où il se fait entretenir en secret par Bonemine, puis par tous les Gaulois du village.
Le faux devin est arrêté par les Romains du camp de Petibonum, dirigé par l'ambitieux centurion Caius Faipalgugus, qui met au point un plan pour chasser les Gaulois du village en recourant à de fausses prophéties.
Après que les villageois ont accusé, à tort, Astérix d'avoir chassé Prolix de la forêt, le devin revient leur annoncer que leur village est maudit et que des vapeurs infernales et nauséabondes l'envahiront bientôt. Effrayés par ces prédictions, les villageois se réfugient sur l'île voisine — sauf Astérix, Obélix et Idéfix qui se cachent en forêt. Les Romains prennent possession du village déserté, et Faipalgugus envoie un message à Jules César lui annonçant que, désormais, « toute » la Gaule est occupée.
Panoramix, de retour de sa réunion, trouve par hasard Astérix, Obélix et Idéfix en forêt. Ils décident de créer artificiellement les conditions annoncées par Prolix. Le druide fabrique une potion produisant une odeur pestilentielle qui, transportée par le vent jusqu'au village, oblige les Romains à rentrer à Petibonum. Faipalgugus, désormais convaincu des pouvoirs de divination de Prolix, l'oblige à le servir, espérant utiliser ses prédictions pour monter en grade et même, devenir le « nouveau » César. Terrifié et perplexe à l'idée que ses prédictions se sont finalement réalisées, Prolix accepte d'aider le centurion et lui fait miroiter un avenir prometteur.
Pendant ce temps, les trois Gaulois rejoignent l'île où les villageois se sont réfugiés et leur démontrent que Prolix a profité de leur crédulité pour les tromper. Honteux, ceux-ci rentrent au village et organisent une attaque-surprise — à laquelle les femmes participent pour la première fois — contre le camp de Petibonum, afin de prouver l'imposture du prétendu devin. Après la victoire, les Gaulois chassent du  village l'envoyé spécial de César, Claudius Blocus, venu inspecter l'endroit prétendument conquis. Ce dernier, furieux, se rend à Petibonum pour punir Faipalgugus en le dégradant, tandis que Prolix, chassé du camp, se jure de ne plus jamais exercer le métier de devin. Réconciliés, les Gaulois organisent leur traditionnel banquet final.

## Personnages principaux
- Les habitants du village gaulois, dont : 
  - Astérix, guerrier,
  - Obélix, livreur de menhir,
  - Idéfix, chien d'Obélix,
  - Abraracourcix, chef du village,
  - Bonemine, épouse d'Abraracourcix,
  - Cétautomatix, forgeron,
  - épouse de Cétautomatix,
  - Assurancetourix, barde,
  - Agecanonix, vieillard,
  - épouse d'Agecanonix,
  - Ordralfabétix, poissonnier,
  - Iélosubmarine, poissonnière, épouse d'Ordralphabétix,
  - Panoramix, druide,
- Prolix, faux devin gaulois,
- Les pirates, dont :
  - Barbe-Rouge (non nommé), chef des pirates,
  - Triple-Patte (non nommé), pirate unijambiste disant des citations latines,
  - Baba (non nommé), vigie des pirates,
- Jules César, imperator romain,
- Brutus, fils adoptif de César,
- Caius Faipalgugus, centurion du camp de Petibonum,
- optione du camp de Petibonum,
- Claudius Blocus, envoyé spécial de Jules César.

## Analyse

### Scénario
L'histoire porte sur les croyances et superstitions des hommes de l'époque (Gaulois et Romains) semblables à celles d'aujourd'hui, pour critiquer leur crédulité.

### Éléments humoristiques
C'est la première fois que les femmes du village boivent de la potion magique et participent à l'attaque d'un camp romain.
Sur la couverture de l'édition originale de 1972, les robes de Mme Agecanonix et de Bonemine sont curieusement marron, alors qu'elles sont habituellement verte et rose, comme dans l'album : l'erreur sera corrigée dans les éditions ultérieures.

### Chanson
- Ô matrone bleue, chanté par Assurancetourix, parodiant Mamy Blue, chanson de Nicoletta.

## Tirage
Tirage original : 1 300 000 exemplaires.

## Adaptation cinématographique
- 1989 : Astérix et le Coup du menhir
- L'apparition du devin et le scepticisme d'Astérix sont repris dans le film Astérix et Obélix contre César de 1999.